# NGC 575
NGC 575 (другие обозначения — IC 1710, UGC 1081, MCG 3-4-51, KARA 53, ZWG 459.72, PGC 5634) — спиральная галактика с перемычкой (SBc) в созвездии Рыбы.
Этот объект входит в число перечисленных в оригинальной редакции «Нового общего каталога».
При наблюдении NGC 575 Джон Дрейер ошибся на 2 градуса в склонении, а также неправильно скопировал градусы NPD объекта (67 вместо 69). Когда ошибки были исправлены, оказалось, что галактика является IC 1710, которую нашёл Стефан Жавел. Если позиция NGC 575 была бы определена правильно сразу, у Жавела не было бы сомнения, что галактику не включили в число его открытий. Тождество NGC 575 и IC 1710 было упомянуто Рейнмутом в его «Die Hershel Nebel» в 1926 году.
Это крупная галактика обращена к Земле плашмя, благодаря этому в ней удобно наблюдать спиральный узор  и получать кривые вращения галактики. В 2015 году данные о галактике использовались для оценки модифицированной теории ньютоновской динамики.